# Marnes-la-Coquette
Marnes-la-Coquette (prononcé [maʁ.n(ə) la ko.kɛt̪] ) est une commune française, la moins peuplée des communes du département des Hauts-de-Seine en région Île-de-France. Située à l'ouest de la banlieue de Paris, entre Ville-d’Avray, le parc de Saint-Cloud et la forêt de Fausses-Reposes, cette commune très cossue et boisée s'est développée autour du domaine de Villeneuve-l'Étang ayant appartenu à Napoléon III.

## Géographie

### Localisation
Elle est la commune la moins peuplée des Hauts-de-Seine avec 1 673 habitants et aussi la moins dense avec  481 habitants/km2.

### Géologie et relief
La superficie de la commune est de 348 hectares ; l'altitude varie de 105 à 178 mètres.
La commune se trouve entre deux collines boisées : d'un côté la forêt de Fausses-Reposes, de l'autre le coteau portant le parc de Saint-Cloud. Une partie du sol est marneux, d'où le nom. C'est l'une des communes les plus boisées de la région parisienne.

### Climat
Pour des articles plus généraux, voir Climat de l'Île-de-France et Climat des Hauts-de-Seine.
En 2010, le climat de la commune est de type climat océanique dégradé des plaines du Centre et du Nord, selon une étude du CNRS s'appuyant sur une série de données couvrant la période 1971-2000. En 2020, Météo-France publie une typologie des climats de la France métropolitaine dans laquelle la commune est exposée à un climat océanique altéré et est dans la région climatique Sud-ouest du bassin Parisien, caractérisée par une faible pluviométrie, notamment au printemps (120 à 150 mm) et un hiver froid (3,5 °C).
Pour la période 1971-2000, la température annuelle moyenne est de 11,1 °C, avec une amplitude thermique annuelle de 15,1 °C. Le cumul annuel moyen de précipitations est de 673 mm, avec 11 jours de précipitations en janvier et 7,9 jours en juillet. Pour la période 1991-2020, la température moyenne annuelle observée sur la station météorologique la plus proche, située sur la commune de Toussus-le-Noble à 10 km à vol d'oiseau, est de 11,5 °C et le cumul annuel moyen de précipitations est de 677,0 mm,. Pour l'avenir, les paramètres climatiques de la commune estimés pour 2050 selon différents scénarios d'émission de gaz à effet de serre sont consultables sur un site dédié publié par Météo-France en novembre 2022.

### Voies de communication et transports

#### Voies routières
Marnes-la-Coquette est traversée par l'autoroute A13 (dite autoroute de l'Ouest) — achevée pour cette partie en 1941 mais réellement ouverte à la circulation en 1946 — qui constitue depuis 1937 une véritable saignée parallèle au chemin de fer. Le bourg est desservi depuis la route nationale 307 (déclassée en RD 907) — qui emprunte les anciennes rue de Vaucresson, du Domaine de la Marche et de Garches —, à partir de l'hôpital Raymond-Poincaré (ancien hospice Brézin) sur la commune de Garches, par l'ex-route nationale 307a devenue N 407 puis déclassée RD 407, qui emprunte la rue Yves-Cariou puis la rue Georges-et-Xavier-Schlumberger. Elle est bordée par le parc de Saint-Cloud, et la forêt de Fausses-Reposes. À travers cette forêt la route de l'Impératrice (Eugénie), route forestière de l'ONF, conduit à l'ancien octroi de Versailles de la Porte Verte en longeant les haras de Jardy.

#### Transports en commun
La commune est desservie : 
- par la ligne L du Transilien, sur la branche de Paris à Saint-Nom-la-Bretèche, à la gare de Garches - Marnes-la-Coquette, située à Garches.
- par les lignes 360, 426 du réseau de bus RATP ;
- par la ligne 37 du réseau de bus Argenteuil - Boucles de Seine.

#### À pied
Le territoire de Marnes-la-Coquette est traversé par le GR1 (chemin de grande randonnée), entre Saint-Cloud à l'est et Vaucresson à l'ouest.

## Urbanisme

### Typologie
Au 1er janvier 2024, Marnes-la-Coquette est catégorisée grand centre urbain, selon la nouvelle grille communale de densité à sept niveaux définie par l'Insee en 2022.
Elle appartient à l'unité urbaine de Paris, une agglomération inter-départementale regroupant 407  communes, dont elle est une commune de la banlieue,,. Par ailleurs la commune fait partie de l'aire d'attraction de Paris, dont elle est une commune du pôle principal,. Cette aire regroupe 1 929 communes,.

### Morphologie urbaine
| Type d'occupation           | Pourcentage | Superficie (en hectares) |
| --------------------------- | ----------- | ------------------------ |
| Espace urbain construit     | 32,26 %     | 112,16                   |
| Espace urbain non construit | 19,68 %     | 68,44                    |
| Espace rural                | 48,06 %     | 167,09                   |
| Source : Iaurif             |             |                          |

## Toponymie
Le nom de la localité est attesté sous les formes  Marna, Materna en 1626.
C'est l'empereur Napoléon III qui, en 1859, autorisa par décret la petite ville de Marnes à prendre le nom de Marnes-la-Coquette. On ne parlait alors que de Marnes-lès-Saint-Cloud. Pendant longtemps en effet, l'endroit dépendit de Saint-Cloud. Tout commença quand Odon de Sully entreprit de créer un village au milieu d'une forêt qui lui appartenait. Le nom même de Marnes vient de la marne, roche composée de calcaire et d'argile que l'on trouve dans son sous-sol,.

## Histoire

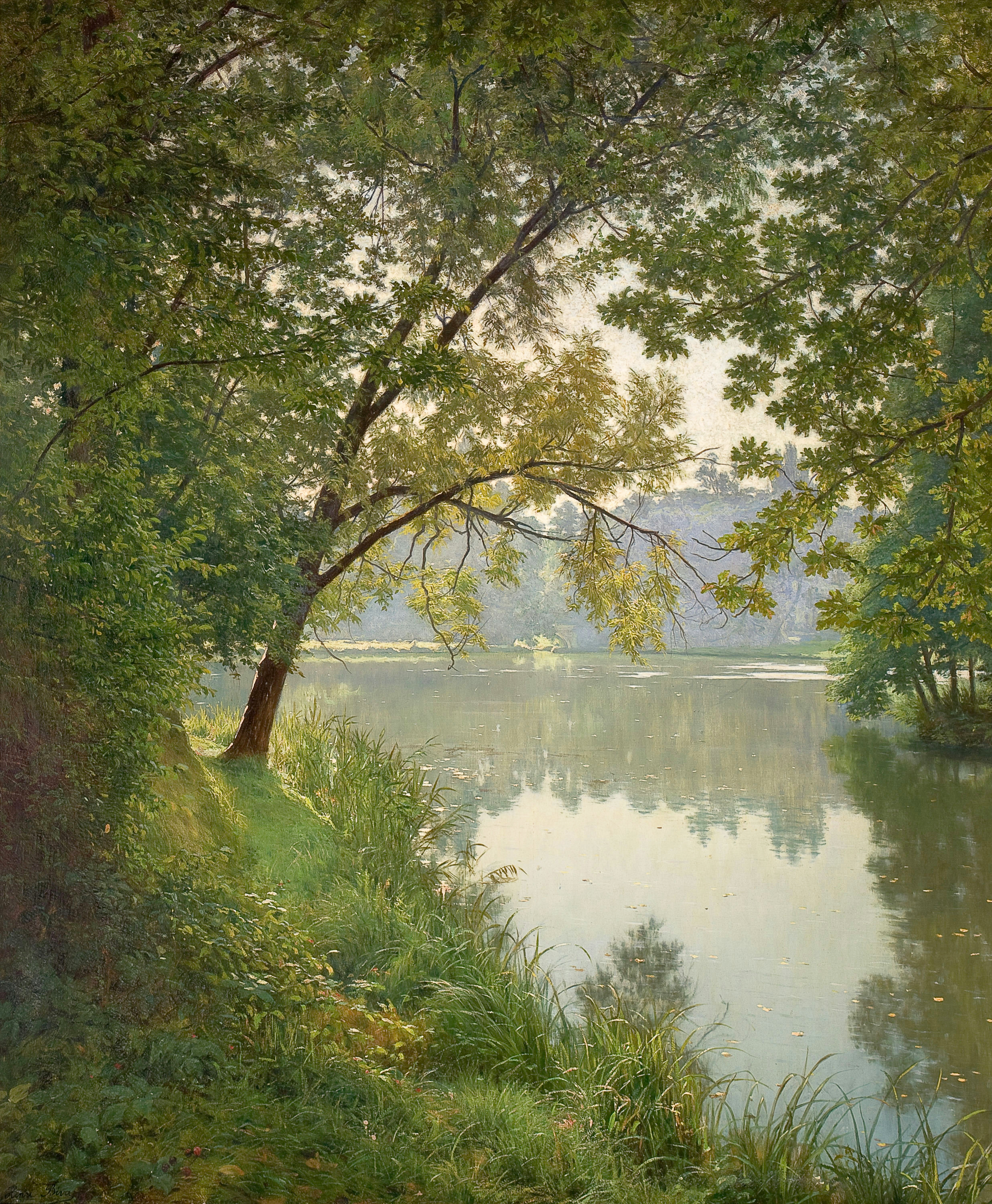
Henri Biva, vers 1905-1906, Matin à Villeneuve-l’Étang, huile sur toile,.

Au tournant des XVIIe et XVIIIe siècles, le domaine de l'Étang appartient à Louis-François-Marie Le Tellier de Barbezieux, secrétaire d'État du roi Louis XIV, puis à Michel Chamillart, contrôleur général des Finances et secrétaire d'État à la Guerre du même Louis XIV.
À partir de 1710, le château de l'Étang est démoli et son domaine, composé notamment du                                         château de La Marche et de Villeneuve, est démantelé. Villeneuve deviendra le château de Villeneuve-l'Étang.

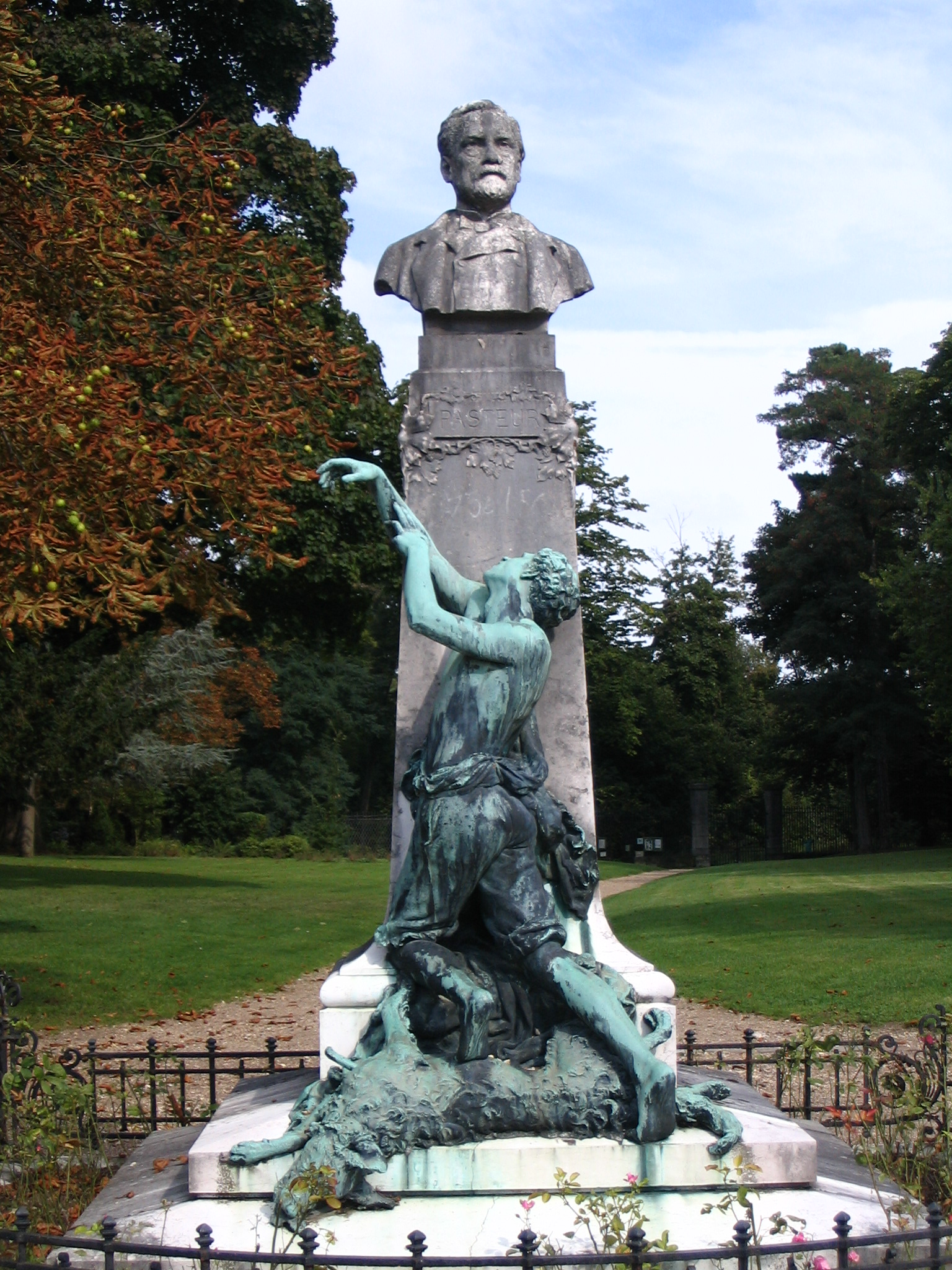
Le buste de Louis Pasteur, sur la place de la Mairie, dans le square Pasteur, à l'entrée du parc de Saint-Cloud.

En 1852, Louis Napoléon Bonaparte, alors président de la République, achète le domaine de Villeneuve-l’Étang. Ce domaine avait appartenu au maréchal Soult pendant le Premier Empire puis à la duchesse d'Angoulême, Marie-Thérèse dauphine de France, qui porta le titre de comtesse de Marnes. Une fois devenu empereur, il y fait construire le pavillon des Cent-Gardes destiné à accueillir sa garde rapprochée lorsqu'il réside au château de Saint-Cloud. En 1859-1860 il fait construire l'église Sainte-Eugénie, au centre du bourg en l'honneur de son épouse Eugénie qui appréciait l'endroit.
En 1878, le domaine devient public. Le château est détruit dans les années 1880. Le domaine est affecté au ministère de l'Instruction publique et des beaux-arts.
Une partie du domaine est concédée à Louis Pasteur pour qu'il poursuive ses recherches après sa découverte du vaccin contre la rage. Les expériences nécessitent de nombreux lapins et chiens et l'animalerie rue d'Ulm est saturée et gêne le voisinage. Pasteur installe alors son laboratoire dans le pavillon des Cent-Gardes. Il envisage d'y installer son institut mais le succès de sa souscription internationale lui permet d'acquérir un terrain rue Dutot à Paris et d'y faire construire le site principal et siège de l'Institut Pasteur, inauguré en 1888, celui de Marnes-la-Coquette étant conservé pour une partie des activités.
Villeneuve-l'Étang devient alors une annexe où Pasteur s'installe souvent l'été. Il y meurt le 28 septembre 1895 à 16 h 40. Sa chambre y est toujours conservée.

## Politique et administration

### Rattachements administratifs et électoraux
Jusqu’à la loi du 10 juillet 1964, la commune faisait partie du département de Seine-et-Oise. Le redécoupage des anciens départements de la Seine et de Seine-et-Oise fait que la commune appartient désormais aux Hauts-de-Seine à la suite d'un transfert administratif effectif le 1er janvier 1968, dans l'arrondissement de Boulogne-Billancourt.
La commune était membre, depuis la création du département des Hauts-de-Seine, du canton de Chaville. Dans le cadre du redécoupage cantonal de 2014 en France, la commune fait désormais partie du canton de Saint-Cloud.
Marnes-la-Coquette relève du tribunal de grande instance de Nanterre, du tribunal d'instance ainsi que du tribunal de police de Boulogne-Billancourt.
Enfin, Marnes-la-Coquette se situe dans la zone d'intervention du commissariat de Saint-Cloud.

### Intercommunalité
La commune est devenue membre le 1er janvier 2014 de la communauté d'agglomération Grand Paris Seine Ouest.
Dans le cadre de la mise en œuvre de la volonté gouvernementale de favoriser le développement du centre de l'agglomération parisienne comme pôle mondial est créée, le 1er janvier 2016, la métropole du Grand Paris (MGP), dont la commune est membre.
La loi portant nouvelle organisation territoriale de la République du 7 août 2015 prévoit également la création de nouvelles structures administratives regroupant les communes membres de la métropole, constituées d'ensembles de plus de 300 000 habitants, et dotées de nombreuses compétences, les établissements publics territoriaux (EPT).
La commune a donc également été intégrée le 1er janvier 2016 à l'établissement public territorial Grand Paris Seine Ouest, qui succède à la communauté d'agglomération éponyme.
La commune est également membre du syndicat mixte des Coteaux et du Val de Seine.

### Tendances politiques et résultats
Au référendum sur le traité constitutionnel pour l’Europe du 29 mai 2005, les Marnois ont très majoritairement voté pour la Constitution européenne, avec 82,04 % de oui contre 17,96 % de non avec un taux d’abstention de 22 % (France entière : non à 54,67 % - oui à 45,33 %).
À l’élection présidentielle française de 2007, le premier tour a vu arriver en tête Nicolas Sarkozy avec 59,33 % soit 566 voix, suivi de François Bayrou avec 16,88 % soit 161 voix, puis de Ségolène Royal avec 12,37 % soit 118 voix, et enfin de Jean-Marie Le Pen avec 5,03 % soit 48 voix, aucun autre candidat ne dépassant le seuil des 5 %. Au second tour, les électeurs ont voté à 79,10 % soit 742 voix pour Nicolas Sarkozy contre 20,90 % soit 196 voix pour Ségolène Royal, résultat beaucoup plus tranché que la moyenne nationale qui fut, au second tour, de 53,06 % pour Nicolas Sarkozy et 46,94 % pour Ségolène Royal. Pour cette élection présidentielle, le taux de participation a été très élevé. On compte 1 054 inscrits sur les listes électorales marnoises, 90,99 % soit 959 voix ont participé aux votes, le taux d’abstention fut de 9,01 % soit 95 voix, 2,19 % soit 21 voix ont effectué un vote blanc ou nul et enfin 97,81 % soit 938 voix se sont exprimées.

### Liste des maires
| Période      | Période                    | Identité                                | Étiquette  | Qualité |
| ------------ | -------------------------- | --------------------------------------- | ---------- | --- |
| 1790         | 1792                       | M. Defer                                |            | |
| 1792         | 1794                       | Simon-Nicolas-Henri Linguet (1736-1794) |            | Avocat, homme de lettres et propriétaire terrien |
| 1794         | 1800                       | M. Domain                               |            | |
| 1800         | 1802                       | M. Carrié Saint Clément                 |            | |
| 1802         | 1811                       | M. Brionne                              |            | |
| 1811         | 1811                       | M. Desbrieux                            |            | |
| 1811         | 1823                       | M. Laurent                              |            | |
| 1823         | 1827                       | Auguste-François d'Allemagne            |            | Brodeur du roi |
| 1827         | 1834                       | M. Mazeleyre                            |            | |
| 1834         | 1844                       | M. Collignon                            |            | |
| 1844         | 1845                       | M. Pihan                                |            | |
| 1845         | 1848                       | A.-R. d'Allemagne                       |            | |
| 1848         | 1870                       | M. Dubois                               |            | |
| 1870         | 1875                       | M. Pannier                              |            | |
| 1875         | 1878                       | M. Laubanie                             |            | |
| 1878         | 1884                       | M. Auburtin                             |            | |
| 1884         | 1885                       | Henri Fouques-Duparc                    | SE         | Compositeur de musique |
| 1885         | 1908                       | M. Duparquet                            |            | |
| 1908         | 1945                       | J. Laborderie                           |            | |
| 1945         | 1961                       | Jean Minaud                             |            | |
| 1961         | 1983                       | René Puydebois                          |            | |
| 1983         | mars 2001,                 | François Boucher-Laborderie             | DVD        | Banquier retraité |
| 18 mars 2001 | En cours (au 31 août 2021) | Christiane Barody-Weiss                 | DVD et UMP | Directrice de l'université américaine de Paris Conseillère générale de Chaville (2008 → 2015) Députée suppléante (2007 → 2012) Vice-présidente de GPSO (2014 →) Réélue pour le mandat 2014-2020, |

### Politique environnementale
Depuis mars 2016, la commune de Marnes-la-Coquette aidée par ses habitants met en place des « éco-relais » : un habitant ayant un intérêt particulier pour l'écologie et l'environnement, surnommé « eco-relais », est identifié dans chaque quartier de Marnes-la-Coquette et cet habitant se tient à la disposition des autres habitants du quartier pour répondre à leurs questions concernant l'écologie et l'environnement et leur conseillant de se lancer dans le tri des déchets et dans le compostage des déchets organiques.

### Jumelages
Au 1er janvier 2010, la commune de Marnes-la-Coquette n'est jumelée avec aucune autre commune.

## Population et société

### Démographie

#### Évolution démographique
L'évolution du nombre d'habitants est connue à travers les recensements de la population effectués dans la commune depuis 1793. Pour les communes de moins de 10 000 habitants, une enquête de recensement portant sur toute la population est réalisée tous les cinq ans, les populations de référence des années intermédiaires étant quant à elles estimées par interpolation ou extrapolation. Pour la commune, le premier recensement exhaustif entrant dans le cadre du nouveau dispositif a été réalisé en 2005.

En 2022, la commune comptait 1 758 habitants, en évolution de −3,14 % par rapport à 2016 (Hauts-de-Seine : +2,75 %, France hors Mayotte : +2,11 %).
| 1793 | 1800 | 1806 | 1821 | 1831 | 1836 | 1841 | 1846 | 1851 |
| ---- | ---- | ---- | ---- | ---- | ---- | ---- | ---- | ---- |
| 180  | 196  | 178  | 172  | 252  | 271  | 322  | 314  | 279  |

| 1856 | 1861 | 1866 | 1872 | 1876 | 1881 | 1886 | 1891 | 1896 |
| ---- | ---- | ---- | ---- | ---- | ---- | ---- | ---- | ---- |
| 302  | 355  | 363  | 304  | 303  | 341  | 358  | 338  | 353  |

| 1901 | 1906 | 1911 | 1921 | 1926 | 1931 | 1936 | 1946 | 1954  |
| ---- | ---- | ---- | ---- | ---- | ---- | ---- | ---- | ----- |
| 450  | 404  | 416  | 559  | 675  | 856  | 740  | 853  | 1 197 |

| 1962  | 1968  | 1975  | 1982  | 1990  | 1999  | 2005  | 2006  | 2010  |
| ----- | ----- | ----- | ----- | ----- | ----- | ----- | ----- | ----- |
| 1 660 | 1 697 | 1 646 | 1 632 | 1 594 | 1 519 | 1 695 | 1 705 | 1 647 |

| 2015  | 2020  | 2022  | - | - | - | - | - | - |
| ----- | ----- | ----- | - | - | - | - | - | - |
| 1 751 | 1 756 | 1 758 | - | - | - | - | - | - |

#### Pyramide des âges
En 2018, le taux de personnes d'un âge inférieur à 30 ans s'élève à 37,3 %, soit en dessous de la moyenne départementale (38,4 %). À l'inverse, le taux de personnes d'âge supérieur à 60 ans est de 22,3 % la même année, alors qu'il est de 20 % au niveau départemental.
En 2018, la commune comptait 874 hommes pour 918 femmes, soit un taux de 51,23 % de femmes, légèrement inférieur au taux départemental (52,41 %).
Les pyramides des âges de la commune et du département s'établissent comme suit.
| Hommes | Classe d’âge | Femmes |
| ------ | ------------ | ------ |
| 0,6    | 90 ou +      | 0,7    |
| 7,6    | 75-89 ans    | 8,1    |
| 12,9   | 60-74 ans    | 14,8   |
| 26,7   | 45-59 ans    | 24,5   |
| 13,1   | 30-44 ans    | 16,4   |
| 18,0   | 15-29 ans    | 16,4   |
| 21,2   | 0-14 ans     | 19,2   |

| Hommes | Classe d’âge | Femmes |
| ------ | ------------ | ------ |
| 0,6    | 90 ou +      | 1,6    |
| 5,2    | 75-89 ans    | 7,2    |
| 12,1   | 60-74 ans    | 13,5   |
| 19,3   | 45-59 ans    | 19,4   |
| 22,6   | 30-44 ans    | 21,9   |
| 20,2   | 15-29 ans    | 18,9   |
| 19,9   | 0-14 ans     | 17,4   |

Une étude de l'INSEE parue en février 2023 a montré c'est que la commune d'Île-de-France « où l’on trouve le plus d’entre-soi social », quasi seulement entre riches, très loin de la mixité sociale.

### Enseignement
Marnes-la-Coquette est située dans l'académie de Versailles.

#### Établissements scolaires
La ville administre le groupe scolaire Chevalier - la Marche, implanté sur deux sites. Il regroupe les classes maternelles et élémentaires.
Il n'y a ni collège ni lycée à Marnes-la-Coquette. Les collégiens sont sectorisés sur le collège Yves-du-Manoir à Vaucresson ou au collège La-Fontaine-du-Roy à Ville-d'Avray. Pour ce qui est des lycées, la commune est rattachée aux établissements Alexandre-Dumas à Saint-Cloud et Pierre-Corneille à La Celle-Saint-Cloud.

#### Vie universitaire
Il n'y a aucun établissement universitaire au sein de la ville, l'établissement supérieur le plus proche est l'université de Versailles-Saint-Quentin-en-Yvelines (université de Versailles, IUT de Vélizy-Villacoublay, etc.).

### Manifestations culturelles et festivités
Traditionnellement, la fête de la Saint-Jean d'été est fêtée au square Pasteur.

### Sports
Peu de sports sont proposés au sein même de Marnes : football, tennis, marche active, équitation, judo, danse et danse gymnastique.
La commune a signé un accord avec le groupe de tennis et de football Forest Hill.
La plupart des autres sports sont pratiqués à Saint-Cloud, Ville-d'Avray, Vaucresson et Garches.

### Cultes
Depuis janvier 2010, la commune de Marnes-la-Coquette fait partie du doyenné des Collines, l'un des neuf doyennés du diocèse de Nanterre.
Au sein de ce doyenné, le lieu de culte catholique est l'église Sainte-Eugénie qui relève de la paroisse Sainte-Eugénie,.

## Économie

### Revenus de la population et fiscalité
En 2010, le revenu fiscal médian par ménage était de 74 029 €, ce qui plaçait Marnes-la-Coquette au 4e rang des communes les plus riches parmi les 31 525 communes de plus de 39 ménages en métropole.

### Entreprises et commerces
- La Poste.
- Brasserie, restaurant L’Hirondelle.
- Restaurant La Tête noire.

## Culture locale et patrimoine

### Lieux et monuments
La commune comprend de nombreux monuments répertoriés à l'inventaire général du patrimoine culturel de la France.
| Intitulé                                                  | Monument classé | Monument inscrit |
| --------------------------------------------------------- | --------------- | ---------------- |
| Église paroissiale Sainte-Eugénie, 1, place de la Mairie  |                 | x                |
| Mairie, 3, place de la Mairie                             |                 | x                |
| Intitulé                                                  | Site classé     | Site inscrit     |
| Forêt de Fausses-Reposes                                  |                 | x                |
| Domaine de Saint-Cloud avec le parc de Villeneuve-l'Etang | x               |                  |
| Source : Iaurif                                           |                 |                  |

#### Église Sainte-Eugénie

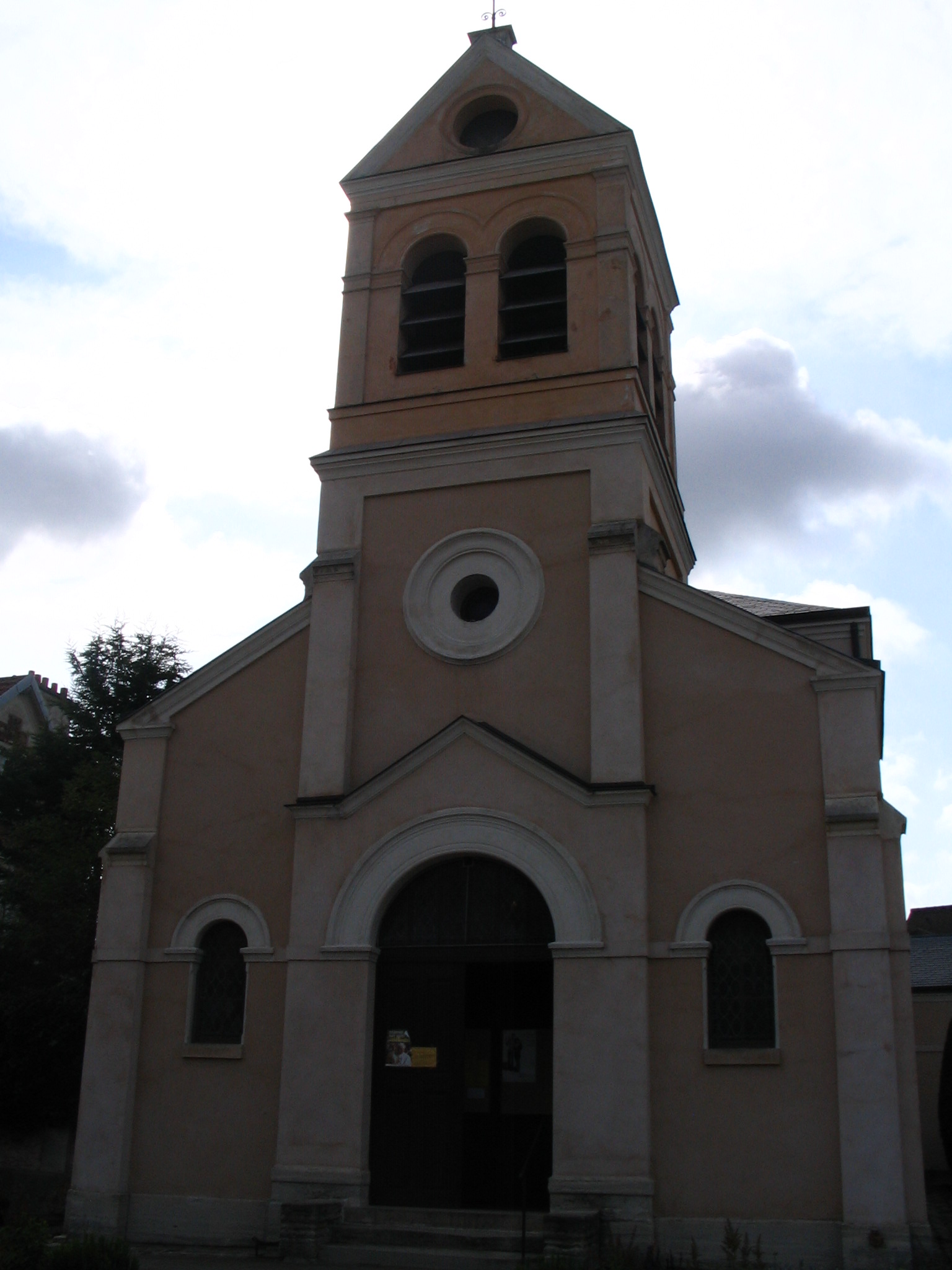
L'église Sainte-Eugénie.

Cette église a été construite en 1859-1860 aux frais de Napoléon III. Elle a été inscrite à l'inventaire des monuments historiques le 21 décembre 1993,.

#### Mémorial de l'Escadrille La Fayette
Le Mémorial de l'Escadrille La Fayette a été inauguré le 4 juillet 1928. Érigé en mémoire des aviateurs français et américains, tous volontaires de l'Escadrille La Fayette engagés durant la Première Guerre mondiale, dont un des As, le major Raoul Gervais Lufbery (1885-1918), comptant 17 victoires homologuées.
Une crypte souterraine contient les restes de la plupart de ces aviateurs tués au combat. Le mémorial se trouve dans le parc jouxtant le musée des applications de la recherche Louis-Pasteur. Ce monument, situé 5, boulevard Raymond-Poincaré, est constitué d'un « arc monumental ».

#### Haras de Jardy

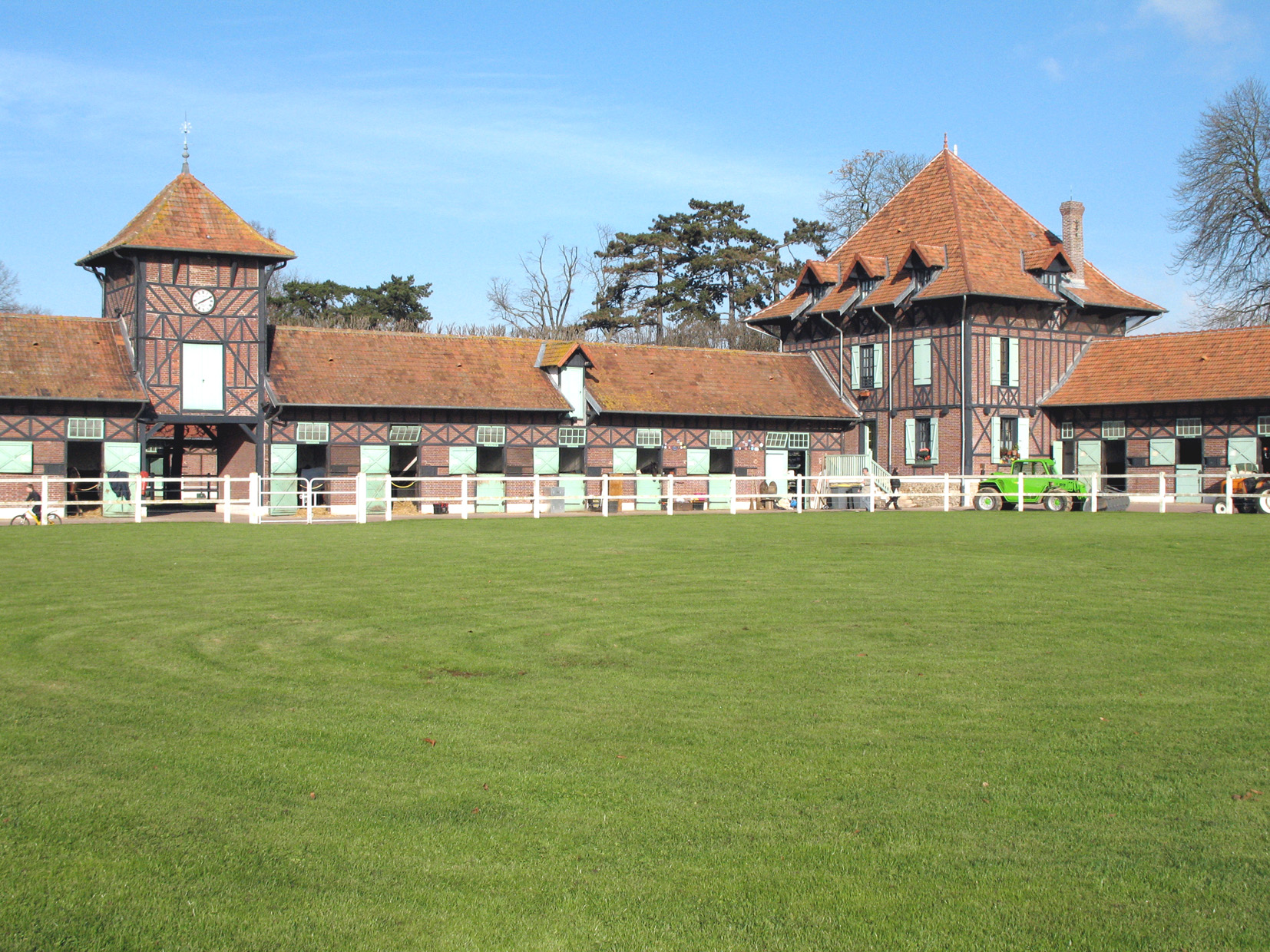
Le haras de Jardy.

Marnes-la-Coquette héberge le plus grand centre équestre de France, le haras de Jardy. Il est la propriété du conseil général des Hauts-de-Seine et a été créé en 1891 par Edmond Blanc, le plus grand propriétaire-éleveur de chevaux de course de la Belle Époque. Marcel Boussac racheta ce haras et perpétua la réputation internationale des chevaux de course issus de cet élevage.

#### Musée des applications de la recherche
Le Musée des applications de la recherche, installé depuis 1986 dans le Pavillon des Cent-Gardes, retrace la lutte contre les maladies infectieuses à l'aide de photographies, de documents originaux, de matériels venant des collections du musée Pasteur, enrichies d'un don important de la famille de Gaston Ramon. Le musée est ouvert au public au 3, boulevard Raymond-Poincaré et au 3, avenue Pasteur.
Les bâtiments du domaine sont construits entre 1852 et 1930.

#### Mairie
Le bâtiment qui abrite la mairie, construit en 1849 et agrandi en 1888, a été inscrit à l'inventaire des monuments historiques le 21 décembre 1993,.

#### Château de la Marche
Aujourd'hui détruit, le château de La Marche fut, à la fin du XVIIe siècle et au début du XVIIIe siècle, une composante du domaine de l'Étang. Après le démantèlement de ce domaine, en 1710, il a appartenu au financier John Law puis à la reine Marie-Antoinette.

### Patrimoine social
La commune de Marnes-la-Coquette s'investit en faveur des handicapés. Elle accueille plusieurs infrastructures afin d’accueillir ces personnes. On note La Gentilhommière, située à côté de l'école maternelle ou encore l'ESAT « les Ateliers de la Gentilhommière » à quelques dizaines de mètres. Également, La Poste de Marnes a été sauvée de la fermeture par l'association Cap devant : « Les 1 500 habitants peuvent de nouveau acheter des timbres, expédier paquets et recommandés dans le nouveau relais postal installé à l’entrée de l’Esat [...] ».

### Patrimoine culturel

#### Marnes-la-Coquette et la littérature
L'académicien Thierry Maulnier a donné sur Marnes-la-Coquette un article où il dit tout son attachement et son admiration pour un cadre aussi authentique : « Marnes est — qui l'ignore dans ce département ? — une sorte de petit miracle, un village du XIXe siècle, un village pour amoureux de Peynet presque entièrement préservé à moins de deux lieues de promenade de la porte de Saint-Cloud. Il fut un des lieux de promenade de l'impératrice Eugénie. Les metteurs en scène de cinéma y viennent volontiers pour leurs extérieurs sur l'adorable place centrale, bordée d'une église miniature et d'une mairie jouet. La rue principale est une vraie rue campagnarde que, par le fait, la circulation automobile n'a pas encore réussi à submerger et ne doit pas submerger ».

#### Marnes-la-Coquette et la chanson
C'est à Marnes-la-Coquette qu'habite, de 1952 à 1972, Maurice Chevalier dans sa très belle propriété La Louque. Cette maison présente des jardins remarquables.
Johnny Hallyday et Hugues Aufray possèdent chacun une villa dans le parc de Marnes,,. Johnny Hallyday s'éteint à La Savannah, sa villa à Marnes-la-Coquette le 5 décembre 2017. Pendant plusieurs jours, journalistes et fans s'interposeront devant la porte du parc de Marnes pour célébrer le chanteur, l'accès à la demeure étant interdit.

#### Marnes-la-Coquette et le cinéma
- 1951 :  La Poison  de Sacha Guitry.
- 1953 : Suivez cet homme de Georges Lampin. Les deux scènes du début de la fin du film sont tournées à Marnes-la-Coquette : on y voit notamment la gare SNCF et l'école communale.
- 1980 : La Boum de Claude Pinoteau. Poupette, la grand-mère, se marie à la mairie de Marnes-la-Coquette.
- 1990 : Il y a des jours... et des lunes de Claude Lelouch. Plusieurs scènes (dont celle qui clôt le film) se passent à Marnes-la-Coquette[65].
- 2017 : À bras ouverts, de Philippe de Chauveron. Bien qu'aucune scène n'ait été tournée à Marnes-la-Coquette, l'intrigue est censée s'y dérouler.

### Personnalités liées à la commune
- Louis François Marie Le Tellier de Barbezieux, secrétaire d'État du roi Louis XIV, fait construire par l'architecte Jacques Hardouin-Mansart de Sagonne, de 1695 à 1701, le château de l'Étang, à Marnes-la-Coquette ;
- Michel Chamillart, ministre des Finances et de la Guerre du roi Louis XIV, succède au marquis de Barbezieux comme propriétaire du château de l'Étang et de son domaine ;
- Simon-Nicolas-Henri Linguet (1736-1794) habita le château de Marnes-les-Saint-Cloud, et fut maire de la commune en 1791[66].
- Edme Joachim Bourdois de La Motte (1754-1835), médecin, y avait un château.
- Louis-Antoine de France (1775-1844), dernier dauphin de France, porta à partir de 1830 le titre de courtoisie de comte de Marnes, et devint en 1836 prétendant aux trônes de France et de Navarre.
- Marie-Thérèse de France (1778-1851), dernière dauphine de France, épouse du précédent, porta à partir de 1830 le titre de courtoisie de comtesse de Marnes. Elle possédait depuis 1821 le château de Villeneuve-l'Étang, situé à Marnes-la-Coquette.
- Louis Pasteur (1822-1895), scientifique, y est mort. Il avait installé son laboratoire de recherche dans le pavillon des Cent-Gardes, au sein de l'ancien domaine impérial de Villeneuve-l'Étang.[réf. nécessaire]
- Gustave Le Bon (1841-1931), médecin, anthropologue, psychologue social, sociologue, y est mort.
- Henri Duparc (1848-1933), compositeur. Il est élu maire en 1884 mais pour un an seulement, son état de santé ne lui permettant plus de poursuivre sa fonction.
- Paul Lehugeur (1854-1933), historien.
- Albert Willemetz (1887-1964), librettiste, lyriciste et scénariste. Il y habitait, y est mort et y est inhumé[67].
- Maurice Chevalier (1888-1972), chanteur et acteur. Il habitait au parc privé de Marnes ; il est inhumé au cimetière communal[67].
- Dwight David Eisenhower (1890-1969), 34e président des États-Unis d'Amérique. Il a résidé une année au parc privé de Marnes à la « Villa Saint-Pierre »[63].
- Jean de Létraz (1897-1954), auteur de théâtre, y est inhumé[67].
- Thierry Maulnier (1909-1988), journaliste, écrivain de droite, essayiste, critique littéraire et auteur dramatique. Il y est mort et inhumé[67] auprès de son épouse Marcelle Tassencourt.
- Porfirio Rubirosa (1909-1965), diplomate dominicain et playboy, y est inhumé[67].
- Jean Marais (1913-1998), acteur. De 1954 à 1971, il habitait 10 bis, rue Schlumberger où il fit construire sa maison qui existe toujours. Il y hébergea régulièrement son ami, le cinéaste et dramaturge Jean Cocteau (1889-1963)[68].
- Marcelle Tassencourt (1914-2001), actrice et metteur en scène, épouse de Thierry Maulnier. Elle habitait à Marnes.[réf. nécessaire]
- Danielle Darrieux (1917-2017), comédienne, a longtemps vécu dans la maison occupée aujourd'hui par la journaliste Tina Kieffer.[réf. nécessaire] Elle est inhumée au cimetière communal[69].
- Pierre Schwed (1923-2006), résistant et géostratège. Il a résidé au parc privé de Marnes à la « Villa Saint-Pierre ». Il est inhumé au cimetière communal[67].
- Hugues Aufray (1929), auteur-compositeur-interprète et guitariste, y a habité de nombreuses années[70],[62],[63].
- Jacques Séguéla (1934), publicitaire, y habite[63].
- Johnny Hallyday (1943-2017), chanteur, possédait une villa (« La Savannah ») au parc privé de Marnes, où il est mort[64],[63],[62].
- Hamad bin Khalifa Al Thani (1952), ex-émir du Qatar, y possédait une immense propriété au parc privé de Marnes, elle a été mise en vente en 2015[63],[62].
- Tina Kieffer (1959), journaliste, y habite[63].
- Roland Marchisio (1960), acteur français, y habite[réf. nécessaire].
- Daft Punk, un groupe de musique électronique actif depuis 1993 a installé ses studios à Marnes-la-Coquette[71].

### Héraldique, logotype et devise
| Armes de Marnes-la-Coquette | Elles peuvent se blasonner ainsi : De gueules à la tête arrachée de chien enragé d'or lampassée et allumée d'argent, accompagnée de trois prismes de cristal du même, deux en chef, un en pointe, au chef d'azur chargé d'une aigle impériale française d'or, la tête contournée, empiétant des foudres du même (Second Empire). En principe, le blason repose toujours sur un châtaignier fruité d'argent flanqué de deux chênes arrachés englantés d'or. |

La tête de chien enragé symbolise l'œuvre de Pasteur qui mourut à Marnes le 28 septembre 1895. L'aigle impérial est en souvenir de Napoléon III et de l'impératrice, qui par décret donnèrent le qualificatif de « la Coquette » à Marnes. Le châtaignier et les deux chênes sur lequel est posé l'écu symbolisent la forêt de Fausses-Reposes qui entoure la commune.

## Pour approfondir